# Scottish First Division 2011-2012
La Scottish First Division 2011-2012 è stata la 106ª edizione della seconda serie del campionato di calcio scozzese, la 17ª edizione nel formato corrente di 10 squadre, sotto l'organizzazione della Scottish Football League (SFL). La stagione è iniziata il 6 agosto 2011 e si è conclusa il 5 maggio 2012.

Il Ross County ha vinto il campionato ed è stato promosso direttamente in Scottish Premier League. Il Dundee, secondo classificato, è stato promosso in Scottish Premier League in sostituzione dei Rangers non ammessi per essere andati in liquidazione.

Il Queen of the South, classificatosi all'ultimo posto, è stato retrocesso direttamente in Scottish Second Division. L'Ayr Utd ha perso i playoff First Division/Second Division ed è stato retrocesso in Scottish Second Division.

## Stagione

### Novità
Dalla First Division 2010-2011 il Dunfermline, primo classificato, è stato promosso in Premier League 2011-2012. Il Cowdenbeath è stato retrocesso in Second Division 2011-2012 dopo aver perso i playoff. Lo Stirling Albion, classificatosi all'ultimo posto, è stato retrocesso direttamente in Second Division 2011-2012.

Dalla Premier League 2010-2011 è stato retrocesso l'Hamilton Academical. Dalla Second Division 2010-2011 sono stati promossi il Livingston, primo classificato, e l'Ayr Utd, vincitore dei playoff.

### Formula
Il campionato è composto di 10 squadre che si affrontano in un doppio girone di andata-ritorno per un totale di 36 giornate.

La prima classificata viene promossa direttamente in Scottish Premier League. L'ultima classificata viene retrocessa direttamente in Scottish Second Division. La 9ª classificata partecipa ai playoff per un posto in Scottish First Division assieme alla 2ª, alla 3ª e alla 4ª classificata in Scottish Second Division 2011-2012.

## Squadre partecipanti
| Club                | Città      | Stadio                   | Posizione 2010-2011         |
| ------------------- | ---------- | ------------------------ | --------------------------- |
| Ayr Utd             | Ayr        | Somerset Park            | 2º posto in Second Division |
| Dundee              | Dundee     | Dens Park                | 6º posto                    |
| Falkirk             | Falkirk    | Falkirk Stadium          | 3º posto                    |
| Greenock Morton     | Greenock   | Cappielow Park           | 7º posto                    |
| Hamilton Academical | Hamilton   | INew Douglas Park        | 12º posto in Premier League |
| Livingston          | Livingston | Almondvale Stadium       | 1º posto in Second Division |
| Partick Thistle     | Glasgow    | Firhill Stadium          | 5º posto                    |
| Queen of the South  | Dumfries   | Palmerston Park          | 4º posto                    |
| Raith Rovers        | Kirkcaldy  | Stark's Park             | 2º posto                    |
| Ross County         | Dingwall   | Victoria Park (Dingwall) | 8º posto                    |

## Classifica finale
|  | Pos. | Squadra             | Pt | G  | V  | N  | P  | GF | GS | DR  |
|  | ---- | ------------------- | -- | -- | -- | -- | -- | -- | -- | --- |
|  | 1.   | Ross County         | 79 | 36 | 22 | 13 | 1  | 72 | 32 | +40 |
|  | 2.   | Dundee              | 55 | 36 | 15 | 10 | 11 | 53 | 43 | +10 |
|  | 3.   | Falkirk             | 52 | 36 | 13 | 13 | 10 | 53 | 48 | +5  |
|  | 4.   | Hamilton Academical | 49 | 36 | 14 | 7  | 15 | 55 | 56 | -1  |
|  | 5.   | Livingston          | 48 | 36 | 13 | 9  | 14 | 56 | 54 | +2  |
|  | 6.   | Partick Thistle     | 47 | 36 | 12 | 11 | 13 | 50 | 39 | +11 |
|  | 7.   | Raith Rovers        | 44 | 36 | 11 | 11 | 14 | 46 | 49 | -3  |
|  | 8.   | Greenock Morton     | 42 | 36 | 10 | 12 | 14 | 40 | 55 | -15 |
|  | 9.   | Ayr Utd             | 38 | 36 | 9  | 11 | 16 | 44 | 67 | -23 |
|  | 10.  | Queen of the South  | 32 | 36 | 7  | 11 | 18 | 38 | 64 | -26 |

Legenda:

      Promossa in Scottish Premier League 2012-2013
 Qualificata ai play-off
      Retrocessa in Second Division 2012-2013
Tre punti a vittoria, uno a pareggio, zero a sconfitta.
La classifica viene stilata secondo i seguenti criteri:
- Punti conquistati
- Differenza reti generale
- Reti totali realizzate
- Punti realizzati negli scontri diretti
- Differenza reti negli scontri diretti
- Reti realizzate negli scontri diretti
- play-off (solo per definire la promozione, la retrocessione e i playoff)

### Verdetti
- Ross County vincitore della Scottish First Division e promosso in Scottish Premier League 2012-2013
- Dundee promosso in Scottish Premier League 2012-2013
- Ayr United perdente i playoff e retrocesso in Scottish Second Division 2012-2013
- Queen of the South retrocesso in Scottish Second Division 2012-2013.

## Spareggi

### Playoff First Division/Second Division
Ai play-off partecipano la 2ª, 3ª e 4ª classificata della Second Division 2011-2012 (Arbroath, Dumbarton, Airdrie United) e la 9ª classificata della First Division (Ayr United).

#### Semifinali
| Squadra 1   | Totale | Squadra 2 | Andata | Ritorno |
| ----------- | ------ | --------- | ------ | ------- |
| Dumbarton   | 2 – 1  | Arbroath  | 2 – 1  | 0 – 0   |
| Airdrie Utd | 3 – 1  | Ayr Utd   | 0 – 0  | 3 - 1   |

#### Finale
| Squadra 1 | Totale | Squadra 2   | Andata | Ritorno |
| --------- | ------ | ----------- | ------ | ------- |
| Dumbarton | 6 – 2  | Airdrie Utd | 2 – 1  | 4 – 1   |

## Statistiche

### Classifica marcatori
| Gol |  |  | Giocatore       | Squadra         |
| --- |  |  | --------------- | --------------- |
| 19  |  |  | Colin McMenamin | Ross County     |
| 18  |  |  | Farid El Alagui | Falkirk         |
| 13  |  |  | Kris Doolan     | Partick Thistle |
| 13  |  |  | Michael Gardyne | Ross County     |
| 11  |  |  | Rory Boulding   | Livingston      |
| 11  |  |  | Paul Cairney    | Partick Thistle |
| 11  |  |  | Ryan Conroy     | Dundee          |
| 11  |  |  | Brian Graham    | Raith Rovers    |
| 11  |  |  | Marc McNulty    | Livingston      |
| 11  |  |  | Steven Milne    | Dundee          |